# 사마광

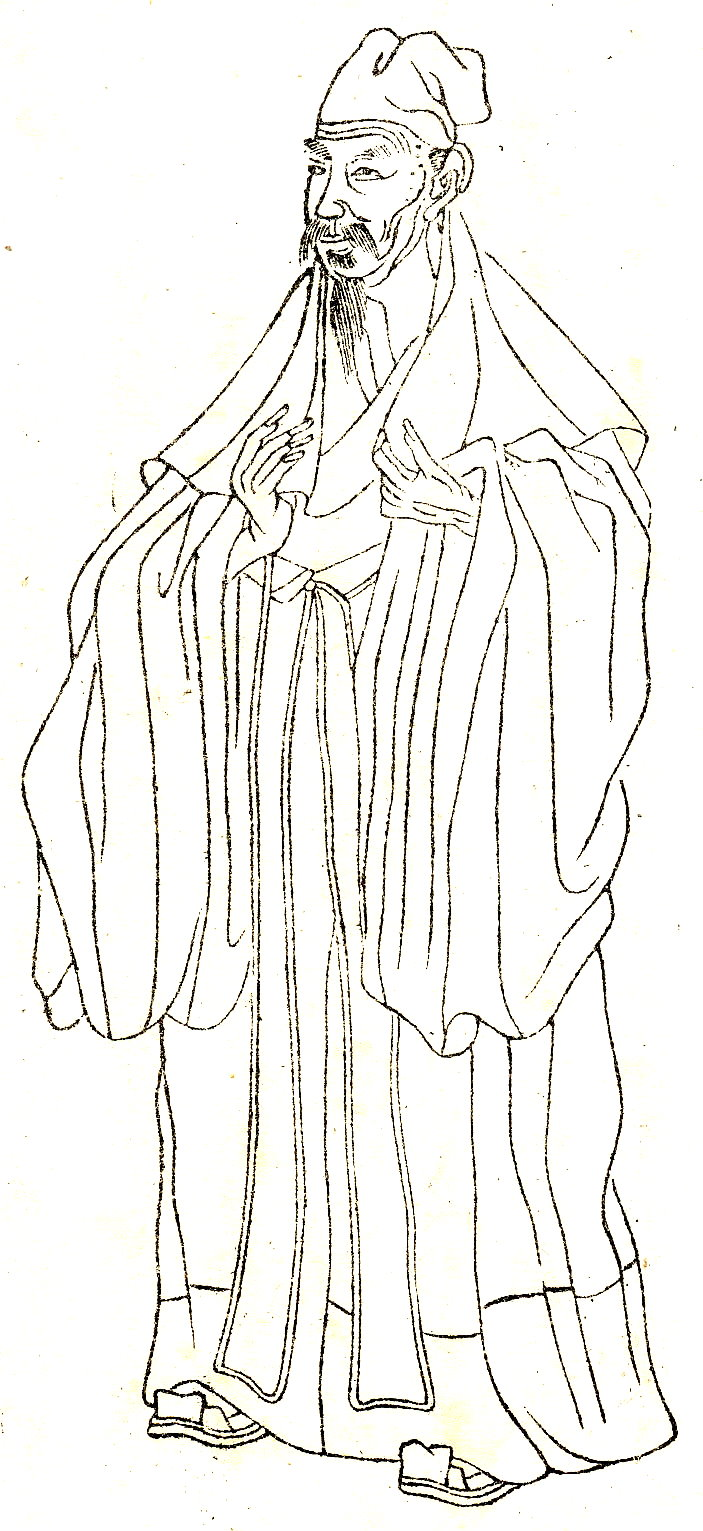
사마온공(司馬溫公). <만소당죽장서부>(晩笑堂竹莊書傳)에서

사마광(司馬光, 1019년 11월 17일 ~ 1086년)은 중국 북송의 유학자, 역사가, 정치인이다. 자는 군실(君實)이고 섬주 하현(陝州 夏縣, 지금의 산시성) 출신이다. 호는 우수(迂叟)이며 또는 속수선생(涑水先生)이라고 불렸다. 시호는 문정(文正)이다. 온국공(溫國公)의 작위를 하사받아 사마온공(司馬溫公)이라고도 한다. 선조는 사마의의 동생 사마부라고 한다. 자치통감의 저자로서 유명하다. 신법(新法)과 구법(舊法)의 다툼에서 구법파의 영수로서 왕안석과 논쟁을 벌였다.

## 생애

### 생애 초반
1038년에 진사(進士)가 된다. 부친도, 조부도 진사였다.

### 신법당과의 갈등
1067년에 신종이 즉위하고 왕안석을 기용하여 신법을 단행했다. 당시 한림학사(翰林学士)였던 사마광은 당초 개혁에는 찬성이었다. 그러나 왕안석이 관료의 기득권을 침범하고 정치의 일신을 도모하자, 곧 반대 입장으로 바꾸고 추밀원을 근거지로 한 왕안석 반대파(이른바 구법파)와 연계하여 강행하는 신법 반대를 주장했다. 사마광은 왕안석의 양보에도 불구하고 신법의 철회를 요구했기 때문에, 마침내 조정에서 퇴출되어 부도(副都)인 낙양에서 사실상의 은거 생활을 보내게 되었다. 그 이후 사마광은 구법파 동조자와 함께 신법의 반대를 끝까지 주장하게 된다.
이렇게 조정의 의향에 반대하는 입장에 있었던 사마광이었지만 선대 영종 이후 신종에게도 절대적인 신뢰를 받았다. 특히 <자치통감>의 편찬을 생각한 후에는 영종에게서 특별히 편의를 제공받으면서 그 완성을 기대하게 되었다. 또 신종의 신법에 반대하여 수도에서 쫓겨난 사마광이었지만 역으로 신종에게서 <자치통감>을 완성하라는 명을 받았다. 즉 이 책은 사마광의 낙양 은거때 완성되었다.

### 재집권
1085년에 신종이 붕어하고 철종이 10살의 나이로 즉위하고, 섭정 선인태후(宣仁太后) 고씨(高氏)의 명령으로 재상으로 중앙에 복귀했다. 이때 사마광은 신법을 전면적으로 폐지하고, 모두 신법실시이전의 법으로 되돌려 정권을 운영했으나, 그 방식이 매우 극단적이어서 함께 신법 폐지를 주장했던 친구들과 부하들조차 반대할 정도였다. 더해서 사마광의 명성은 천하에 울려퍼질 정도로 영향력이 있어 많은 관료가 사마광의 발언에 영합해 거꾸로 신법 여러 정책 중에 근간 중 하나였던 역법(役法)을 변경할 정도였기에 그 폐해는 이후 10년 가까이 영향을 끼쳤다. 바라던 신법 폐지에 전력을 기울이던 사마광이었지만 재임 8개월 만에 병으로 죽었다.

## 평가와 비판

### 평가

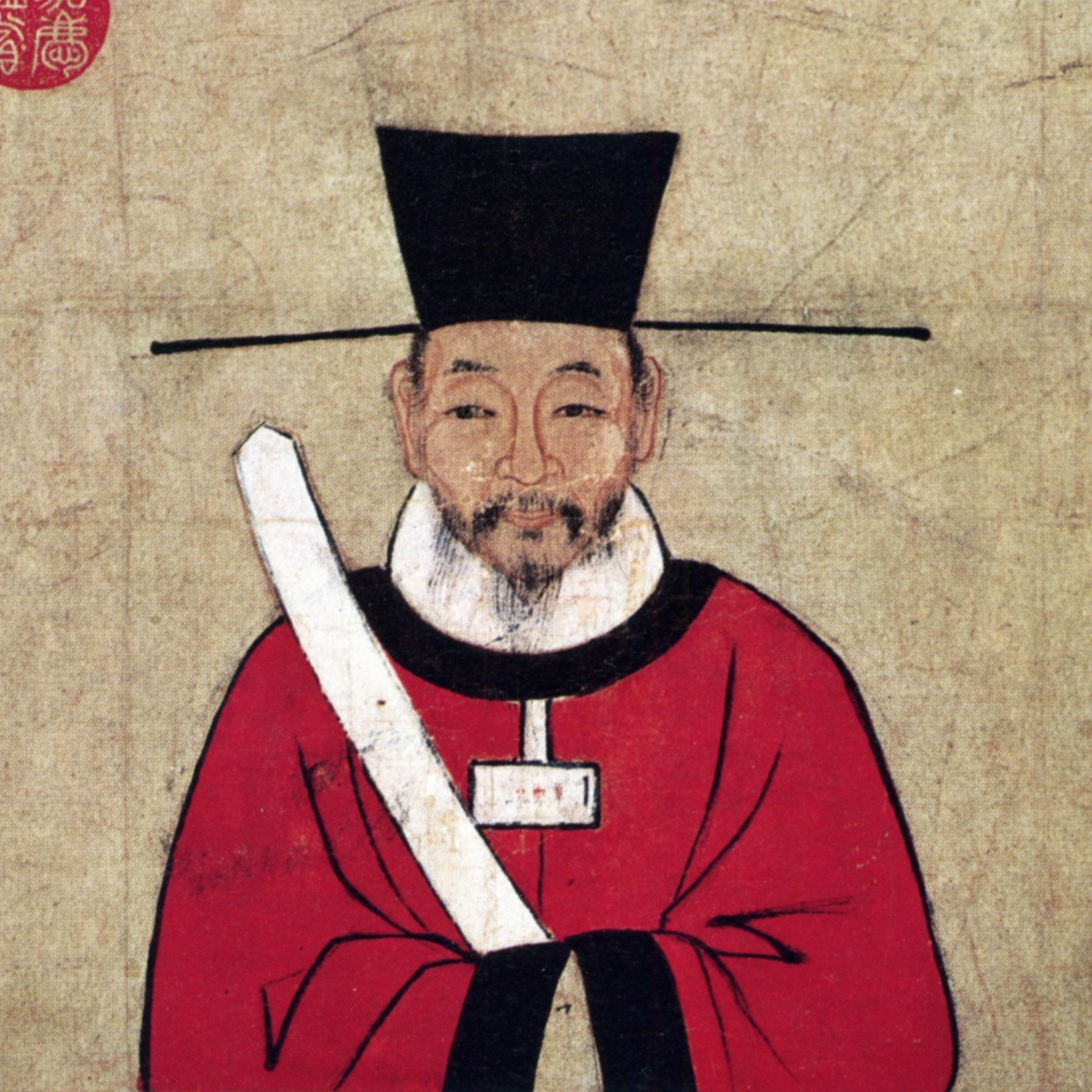
사마광

오래전부터 사마광의 평판은 매우 높았다. 그것은 그가 속한 구법파의 흐름을 따르던 주자학이 학계에 군림하였고 사마광을 격찬한 것도 원인이 되었다. 그 입장에서 본다면 사마광은 군자 중에 군자로, 또 시시비비가 없는 인물로 묘사되었다. 다른 한편으로 근대이후 발전한 경제사학적인 입장으로 본다면 사마광은 오랜 대지주, 대상인을 옹호하고 이들의 정권세습 타파를 노리던 신법을 배제하는 반동적 정치가 중 한 명으로 주목받았다.

### 비판
그러나 왕안석과 상대 당을 이해하지 않으려 했다는 비판도 공존한다. 그에 의하면 사마광은 왕안석의 신법의 의의를 모두 이해하지 않았고 단지 수구파의 영수 이외의 어떤 것도 알지 못할 수도 있다. 아니면 사마광이 재임한 지 겨우 8개월 만에 서거했기 때문에 왕안석의 신법을 대신할 방책을 고려했지만 이것을 바꿀 때까지의 시간을 얻지 못한 것일 수도 있다는 의견도 있었다.

## 자치통감
《자치통감》은 역사서 편집의 주류가 기년체였던 당시, 《춘추》의 편년체를 기초로 제작된 역사서이다. 《춘추》 이후부터 송나라 이전의 오대 십국 시대에 이르기까지 다룬다. 당시 한대사의 전문가로 꼽히던 유반(劉攽), 당대사의 경우는 사마광의 제자인 범조우(范祖禹, 1041년∼1098년), 당시 사학연구의 제1인자로 꼽히던 유서(劉恕) 등이 함께 집필했다. 이들의 도움을 얻어 당시 모을 수 있었던 사료를 모두 담은 자료집을 만들었고, 이를 사마광이 산삭하였다. 또 아들 사마강도 작업에 참여하였다. 책 이름처럼 황제의 치세도구를 위해 만든 것이 주목적이었다.
-범조우가 만든 당기장편 육백권을 사마광이 팔십일권으로 산삭한 경우를 말한 것이 <<고씨위략>>에 나와있다.
-유서의 아들 의중이 '선친이 편수국에서 하신 일은 사적을 유별로 모아 장편을 만들었을 뿐 필삭에 있어서는 하나하나를 모두 군실이 하였다' (통감문의)고 한데서 알 수 있다. 그리고 통감의 초고가 자그만치 집 두 채에 가득했는데 황정견이 수백권을 열람해 보았으나 초서로 쓴 것은 단 한 자도 없었다는 것이다. (이선암집)

## 일화
- 사마광이 어렸을 때 그의 친구들과 함께 화원에서 놀고 있었다. 화원 안에는 가산(假山)[1]이 있었으며 가산 아래에 커다란 물항아리가 있었고 그 물항아리 안에는 물이 가득 채워져 있었다. 친구들과 가산 위에 놀고 있을 때 어떤 아이가 조심하지 않아 큰 물항아리 속으로 빠져버리고 말았다. 다른 친구들 모두 당황하였으며 어떤 아이는 울었고 어떤 아이는 소리쳤으며 어른을 찾으러 뛰어갔다. 사마광은 당황해 하지 않고 돌 하나를 들어 항아리를 맞추어 때려 부셨다. 항아리 속 물은 흘러나왔고 물항아리에 빠진 친구를 구할 수 있게 되었다.[2]
- 사마광은 또한 신동으로 알려져 있어 7살때 좌씨춘추의 강의를 듣고 집으로 돌아와 집의 사람들에게 들었던 내용을 강의를 했었다고 한다.

## 같이 보기
- 구법당
- 신법당
- 왕안석
- 포증
- 범중엄
- 구양수
- 자치통감
- 이십사사
- 중국의 재상